# Société industrielle pour l'aéronautique
La Société industrielle pour l'aéronautique, conosciuta anche come SIPA, è stata un'azienda aeronautica francese.

## Storia
La SIPA, fondata da Georges Volland nel 1938. Inizialmente (1938-1940) si occupò della produzione di componenti aeronautiche per conto di altre aziende del settore (come l'ANF Les Mureaux o la Loire Aviation).
Fu dopo la fine della seconda guerra mondiale che si dedicò allo sviluppo di alcuni progetti autonomi di velivoli da addestramento ex-Luftwaffe dei quali aveva precedentemente prodotto alcune parti; tra questi l'Arado Ar 396, dalla cui evoluzione ricavò i modelli S-10, S-11 e S-12.
Tra la fine degli anni quaranta e l'inizio degli anni cinquanta propose all'Armée de l'air una serie di aerei militari da addestramento per rispondere al programma SALS (Service de l'aviation légère et sportive) che prevedeva la riorganizzazione e l'ammodernamento della forza aerea francese. Tra questi il SIPA S-200 Minijet, un monomotore a getto caratterizzato dalla cabina di pilotaggio a due posti affiancati e doppia trave di coda. Portato in volo per la prima volta nel 1952, fu il primo velivolo a getto leggero biposto completamente metallico realizzato a livello mondiale.
La SIPA venne assorbita nel 1975 dalla Société nationale industrielle aérospatiale (SNIAS), comunemente conosciuta come Aérospatiale.

## Produzione

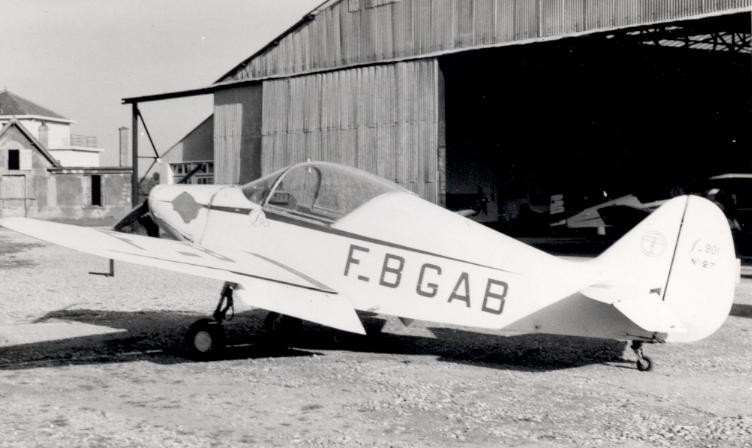
SIPA S.901 davanti a un hangar dell'aerodromo di Berck-sur-Mer nel maggio del 1957.

| Modello              | Anno | Tipo                           | Esemplari | Note                       |
| S-10                 | 1945 | aereo da addestramento         |           | sviluppo dell'Arado Ar 396 |
| S-11                 | 1946 | aereo da addestramento         |           |                            |
| S-111                | 1947 |                                |           |                            |
| S-12                 | 1951 | aereo da addestramento         |           |                            |
| S-121                | 1954 |                                |           |                            |
| S-50                 | 1946 | aereo da turismo (sport)       |           |                            |
| S-901                | 1948 | aereo da turismo               |           |                            |
| S-903                | 1950 | aereo da turismo               |           |                            |
| SIPA S-200 Minijet   | 1952 | aereo da addestramento a getto |           |                            |
| SIPA S-2150 Antilope | 1962 | aereo da turismo               |           |                            |
| SIPA S-300R          | 1954 | aereo da addestramento a getto |           |                            |
| SIPA S-1000          | 1955 | aereo da turismo               |           |                            |
| SIPA S-1100          | 1958 | aereo antiguerriglia           |           |                            |